# Donji Stajevac
Donji Stajevac (izvirno srbsko Доњи Стајевац) je naselje v Srbiji, ki upravno spada pod Občino Trgovište; slednja pa je del Pčinjskega upravnega okraja.

## Demografija
V naselju živi 342 polnoletnih prebivalcev, pri čemer je njihova povprečna starost 37,0 let (35,0 pri moških in 39,4 pri ženskah). Naselje ima 151 gospodinjstev, pri čemer je povprečno število članov na gospodinjstvo 3,05.
To naselje je, glede na rezultate popisa iz leta 2002, večinoma srbsko, a v času zadnjih treh popisov je opazno zmanjšanje števila prebivalcev.
|  |

| Demografija | Demografija     | Demografija     |
| Leto        | Št. prebivalcev | Št. prebivalcev |
| ----------- | --------------- | --------------- |
|             |                 |                 |
|             |                 |                 |
|             |                 |                 |
|             |                 |                 |
| 1948        | 1046            |                 |
| 1953        | 1044            |                 |
| 1961        | 1063            |                 |
| 1971        | 1001            |                 |
| 1981        | 683             |                 |
| 1991        | 560             | 560             |
| 2002        | 461             | 461             |
|             |                 |                 |

| Etnična sestava po popisu iz leta 2002 | Etnična sestava po popisu iz leta 2002 | Etnična sestava po popisu iz leta 2002 | Etnična sestava po popisu iz leta 2002 | Etnična sestava po popisu iz leta 2002 |
| -------------------------------------- | -------------------------------------- | -------------------------------------- | -------------------------------------- | -------------------------------------- |
| Srbi                                   | Srbi                                   |                                        | 452                                    | 98,04%                                 |
| Neznano                                | Neznano                                |                                        | 2                                      | 0,43%                                  |